# 藤川谷川 (上勝町)
藤川谷川（ふじかわたにがわ）は、徳島県勝浦郡上勝町を流れる勝浦川水系の河川である。単に藤川とも。

## 地理
大川原高原と轆轤山を水源とし、上流に急流が続く。正木ダム下流300mで左岸から勝浦川に合流する。下流の藤川は高鉾地区の中心集落で一部は段丘上にある。
上流に灌頂ヶ滝（旭滝）おろび四国八十八箇所霊場20番札所・鶴林寺の奥の院・慈眼寺がある。

## 自然景勝地
- 灌頂ヶ滝（旭滝）
- おん渕
- 清水山

## 流域の自治体
徳島県
勝浦郡上勝町